# Kalendarium historii Łodzi (do 1820)
Kalendarium historii Łodzi (do roku 1820) – chronologiczne zestawienie wydarzeń z historii miasta, m.in. administracyjnych, gospodarczych, społecznych i urbanistycznych, ukazujących przemiany, jakie dokonały się w okresie od zarania dziejów obszaru zajmowanego obecnie przez miasto do czasu podjęcia pierwszych decyzji o przekształceniu Łodzi z rolniczego miasteczka w ośrodek przemysłowy.

## Legenda

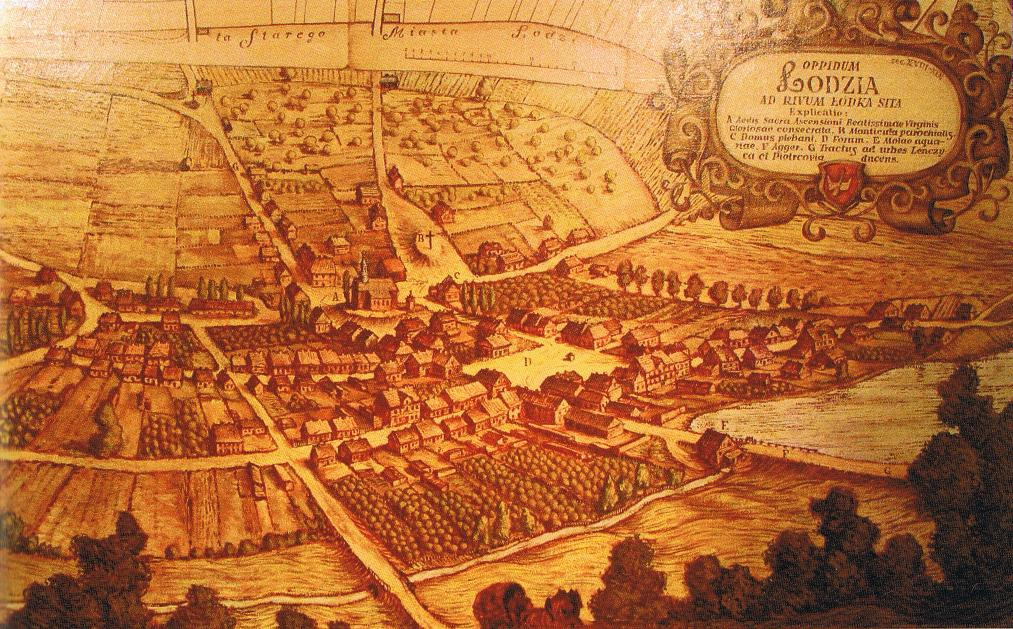
Miasteczko Łodzia – panorama (F. Johnney, ok. 1812)

Kategorie wydarzeń: (więcej)

 (A)  administracyjne

 (D)  dramatyczne (m.in. katastrofy, kataklizmy, wojny, zbrodnie, zgony)

 (E)  związane z edukacją i oświatą

 (G)  gospodarcze

 (H)  związane z handlem i gastronomią

 (L)  związane ze społecznością lokalną (np. spisy ludności, zloty, uroczystości, manifestacje)

 (R)  religijne

 (U)  urbanistyczne

 (Z)  związane z zielenią miejską (parki, lasy, ogrody, cmentarze)

## Łódź rolnicza (do roku 1820)
Kalendarium obejmuje wydarzenia z obszaru zajmowanego obecnie przez Łódź od czasów prehistorycznych do roku 1820, w którym zapadły pierwsze decyzje o istotnym znaczeniu dla dalszego rozwoju miasta – o przekształceniu dotychczas istniejącego przez blisko cztery wieki rolniczego miasteczka w ośrodek przemysłu włókienniczego.

„Czterowiekowy okres rozwoju Łodzi od chwili jej powstania aż po 1820 r. – to okres skromnej wegetacji małego miasteczka, zagubionego na peryferiach życia gospodarczego kraju. W sytuacji, gdy ani rzemiosło, ani handel, ani inne przygodne zajęcia nie były w stanie zapewnić środków do życia, podstawowym źródłem utrzymania jego mieszkańców stać się musiało rolnictwo. Fakt ten w pełni uzasadnia określenie przedprzemysłowego okresu dziejów Łodzi mianem okresu Łodzi rolniczej”.

### Do XI w.
- najstarsze ślady pobytu człowieka na obszarze współczesnej Łodzi (z okresu mezolitu, 8000–4500 p.n.e.); pozostałości z tej epoki to znalezione na Zdrowiu i w Rudzie Pabianickiej drobne narzędzia i półsurowce z krzemienia[2];
- dotarcie pierwszych fal osadniczych (w środkowym okresie neolitu, 3500–2600 p.n.e.), reprezentujących kulturę pucharów lejkowatych, której charakterystyczną cechą były naczynia tego typu[3];
- pojawienie się (w późnym okresie neolitu, 2600–1800 p.n.e.) przedstawicieli kultury ceramiki grzebykowo-dołkowej, a następnie ceramiki sznurowej[3];
- pojawienie się (we wczesnym i późnym okresie brązu, 1800–1200 p.n.e.) kultury trzcinieckiej, a następnie (1300–300 p.n.e.) łużyckiej, odznaczającej się wysokim poziomem życia gospodarczego i społecznego; na obszarze Łodzi znaleziono pozostałości kultury łużyckiej, m.in. w Brusie, Nowym i Starym Złotnie, Marysinie, Rudzie Pabianickiej, Teofilowie i Zdrowiu[3];
- rozwinęły się (od wczesnego okresu żelaza) kultury wschodniopomorska i grobów kloszowych, które do końca średniego okresu lateńskiego (ok. 125 p.n.e.) uległy asymilacji; po raz pierwszy na ziemiach Polski Środkowej pojawiły się wtedy monety (najstarsza znaleziona moneta na terytorium Łodzi, pochodząca z 96–98 r. n.e., to denar srebrny cesarza rzymskiego – Nerwy); pozostałości to cmentarzysko na Radogoszczu oraz resztki osad w Chocianowicach i Rudzie Pabianickiej[4];
- rozwinęła się kultura przeworska (do ok. 375 r. n.e.); kulturę tę reprezentują na terytorium Łodzi m.in. pozostałości po osadzie w Rudzie Pabianickiej i cmentarzyska z Marysina, Retkini i Rudy Pabianickiej[4];
- początek epoki feudalizmu (pod koniec VI w. n.e.), nazywanego wczesnym średniowieczem; najstarszym zabytkiem z tego okresu są fragmenty naczynia z VII–VIII w. znalezione na Julianowie; z następnych stuleci tego okresu pochodzą podobne znaleziska z Chocianowic, Rudy Pabianickiej, Radogoszcza, Stoków i Zdrowia; w Rudzie znaleziono ponadto srebrny denar z XI w., tzw. krzyżówkę[5].

Obszar dzisiejszej Łodzi przed X w. znajdował się w całości na terytorium państwa plemiennego, którego głównym grodem była Łęczyca; za pierwszych Piastów część obszaru dzisiejszej Łodzi położona na północ od Neru należała do kasztelanii łęczyckiej, natomiast ta położona na południe – do sieradzkiej;

### XI–XIV w.

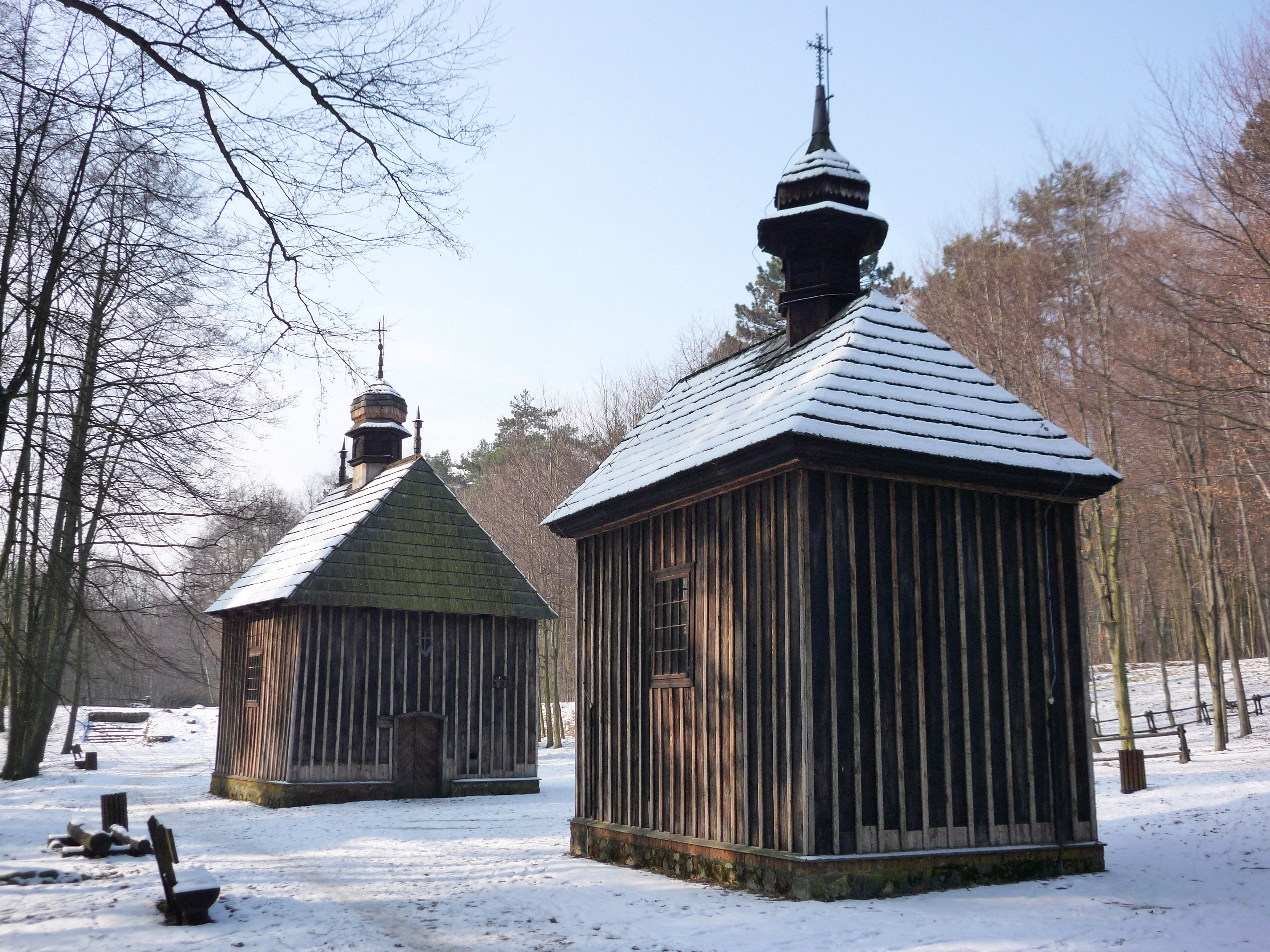
Kapliczki św. Antoniego oraz św. Rocha w Łagiewnikach
(zima 2011)

- (A)  powstanie najstarszych wsi na obszarze obecnego miasta Łodzi, m.in. osady służebnej Łagiewniki, wsi Radogoszcz, Chocianowice i wsi parafialnej Mileszki[7]; wieś Łodzia (Lodzia, Lodza)[b] powstała przy komorze celnej[c], w miejscu gdzie handlowy szlak piotrkowsko-łęczycki przecinał rzeczkę, później nazwaną Łódką (Łodzia najprawdopodobniej istniała już w pierwszej połowie XII w., początkowo będąc własnością monarszą, a przed 1332 przechodząc w posiadanie biskupstwa włocławskiego)[8][9];
- Wieś Łódź znalazła się w nowo utworzonej kasztelanii brzezińskiej księstwa łęczyckiego, kasztelania ta została wydzielona z obszaru kasztelanii łęczyckiej w I połowie XIV wieku w czasach Władysława Łokietka (pierwsza wzmianka o kasztelanii brzezińskiej pochodzi z 1332 r.)[10]; księstwo łęczyckie stało się częścią Zjednoczonego Królestwa Polskiego jako województwo łęczyckie w 1352 r.[11]; II połowie XIV w. wieś Łódź znalazła się w powiecie brzezińskim województwa łęczyckiego;
- W okresie od XIV-XVIII w. większość obszaru dzisiejszej Łodzi znajdowała się w powiecie brzezińskim województwa łęczyckiego, północno-zachodnie części miasta (Bałuty, Radogoszcz czy Teofilów) w powiecie łęczyckim województwa łęczyckiego,  a niewielki południowo-zachodni obszar Łodzi na lewym brzegu Neru (zawierający części miasta: Ruda Pabianicka, Chocianowice i Łaskowice) w powiecie szadkowskim województwa sieradzkiego[12][13];

### 1242
- pierwsza wzmianka źródłowa o wsi Radogoszcz[d] [14];

### 1332
- pierwsze zachowane wzmianki o wsi Łodzi[e]; 6 września książę łęczycki Władysław (bratanek króla Władysława Łokietka) nadał immunitet dobrom biskupów kujawskich z siedzibą we Włocławku, a wśród nich Łodzi; książę zwolnił kilkanaście wsi i ich ludność od wszelkich opłat, podatków, posług, powinności i innych ciężarów oraz od sądownictwa książęcego (odtąd miały one odpowiadać sądownie jedynie przed biskupem, lub jego sołtysami i włodarzami, i względem niego ponosić wszelkie opłaty). Pozwolenie przeniesienia ich na prawo niemieckie lub polskie[8];

### 1350
- pierwsza wzmianka źródłowa o wsi Rogi[d][14];

### 1370
- (R)  budowa pierwszego, drewnianego rzymskokatolickiego kościoła, który ufundował właściciel Łodzi – biskup Zbylut Gołańczewski (lub Zbylut Gołańczyński, także Zbilut Galanczewski); świątynię ulokowano prawdopodobnie po zachodniej stronie traktu piotrkowskiego, w okolicy dzisiejszego skrzyżowania ulic Zachodniej i Lutomierskiej[f]; w tym samym czasie (między 1364 a 1371 r.) arcybiskup gnieźnieński Jarosław z Bogorii i Skotnik erygował pierwszą parafię na terenie Łodzi (pierwszym jej proboszczem został ks. Piotr Śliwka), która aż do 1885 r. była jedyną w Łodzi (zobacz »); różne klęski, pożary i najazdy spadające na miasto przyczyniły się do upadku i zaniedbania pierwszej świątyni; w latach 1765–68 z fundacji biskupa kujawskiego Antoniego Ostrowskiego wybudowano w pobliżu nowy, trzy razy większy, kościół, na tzw. Górkach Plebańskich (ob. plac Kościelny)[15][16];

### 1381
- (A)  założenie wsi Widzew[d][17];

### 1387
- (A)  przeniesienie Łodzi i Widzewa przez biskupa włocławskiego Jana Kropidło na prawo niemieckie (średzkie) i ustanowienie sołectwa (obie osady należały do dóbr biskupstwa włocławskiego i w dokumentach oraz innych źródłach przeważnie traktowano je łącznie); stosowną umowę w tej sprawie biskup zawarł z sołtysem Janem vel Januszem Piotrowicem. Sołtys i jego następcy otrzymali po dwa łany ziemi w Łodzi i Widzewie (wolne od wszelkich opłat i powinności), uprawnienia związane z sądownictwem (m.in. przyznano im ⅓ dochodów z kar sądowych oraz w całości tzw. przysiężne) oraz prawo wybudowania własnego młyna w Widzewie[8];

### 1390
- pierwsza wzmianka źródłowa o wsi Stoki[d][14];

### 1398
- pierwsze wzmianki źródłowe o wsiach Retkinia, Chocianowice oraz Ruda Chocianowicka (nazwana później Rudą Pabianicką)[d][14];

### 1399
- pierwsza wzmianka źródłowa o wsi Chojny Duże[d][14];

### 1410

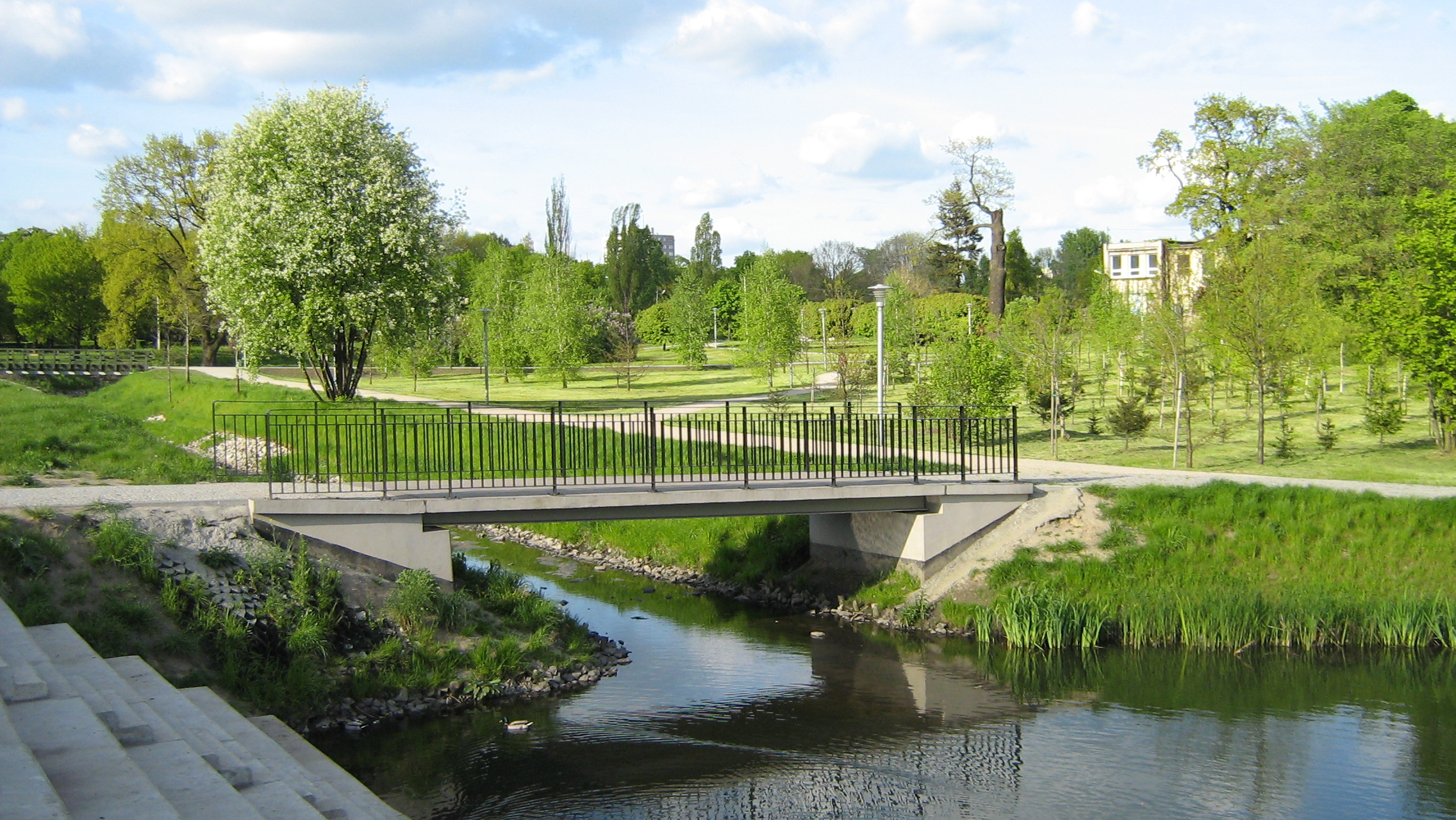
Rzeka Łódka, do XIX w. zwana Ostrogą (maj 2008)

- utworzenie (ok. 1410 r.) osady Ostroga, położonej naprzeciw wsi Łodzia, przy kościele, po północnej stronie rzeki Ostroga (obecnie zwanej Łódką). Osada powstała prawdopodobnie samorzutnie, w celu obsługi oddziałów wojskowych zmierzających na punkt zborny do Wolborza (okazją do tego mogło być ożywienie starego szlaku wojennego z Łęczycy przez Zgierz do Wolborza, którym – w związku z czterokrotnym w latach 1410–22 wyznaczeniem tego ostatniego miasta przez króla Władysława Jagiełłę na punkt zborny dla wojsk wyruszających przeciwko Krzyżakom – przeciągały liczne poczty wojskowe i cywilne z Wielkopolski, Kujaw i północno-zachodniej części Łęczyckiego). W 1414 r. podniesiona do rangi miasta kościelnego (vel duchownego, będącego własnością biskupów kujawskich[18])[16][19][20];

### 1411
- pierwsze wzmianki źródłowe o wsiach Rokicie oraz Lipinki vel Lipiny (ta ostatnia opustoszała w XVII w. na skutek wojen, a na jej miejscu powstała w XIX w. Kolonia Antoniew)[d][21];

### 1413
- pierwsza wzmianka źródłowa o wsi Doły[d][14];

### 1414
- (A)  wydanie (15 maja) przez kapitułę włocławską przywileju lokacyjnego, uznającego mieszkańców osady Ostroga za mieszczan (postanowienie miało moc obowiązującą w zakresie spraw gospodarczych i prawno-społecznych, określających uposażenie, uprawnienia, powinności i posługi mieszkańców). W dokumencie podano, że miasto miało zostać założone w obrębie wsi Łodzi, przy drodze z Łęczycy do Krakowa, nad rzeką Ostrogą (od XIX w. zwaną Łódką) i od niej przyjąć nazwę[g] (ostatecznie projektowana, a niebędąca widocznie w użyciu nazwa nie przyjęła się i w dokumencie lokacyjnym z 1423 r. nowa osada zwana już była Łodzią[20][22]; dotychczasową osadę macierzystą przekształcono w folwark biskupi i zaczęto ją nazywać Łodzią-wsią, a od XVI w. Starą Łodzią lub Starą Wsią[16][23]). Zabudowa nowo założonego osiedla skupiała się wokół dzisiejszego Starego Rynku i pl. Kościelnego, około pół kilometra na północny zachód od wsi Łodzi (obszar ten był jednak zasiedlony już przed 1414 r.)[24];
- (G)  najstarsza wzmianka w dokumencie o rzemiośle łódzkim, który wymienia: sukienników, krawców, szewców, piekarzy, rzeźników, kowali i ogólnie „innych” (był to akt o charakterze normatywnym, mówiący o opłatach, które będą pobierane od wymienionych rzemieślników, co nie świadczy by wszyscy z nich byli tutaj reprezentowani)[25];

### 1423

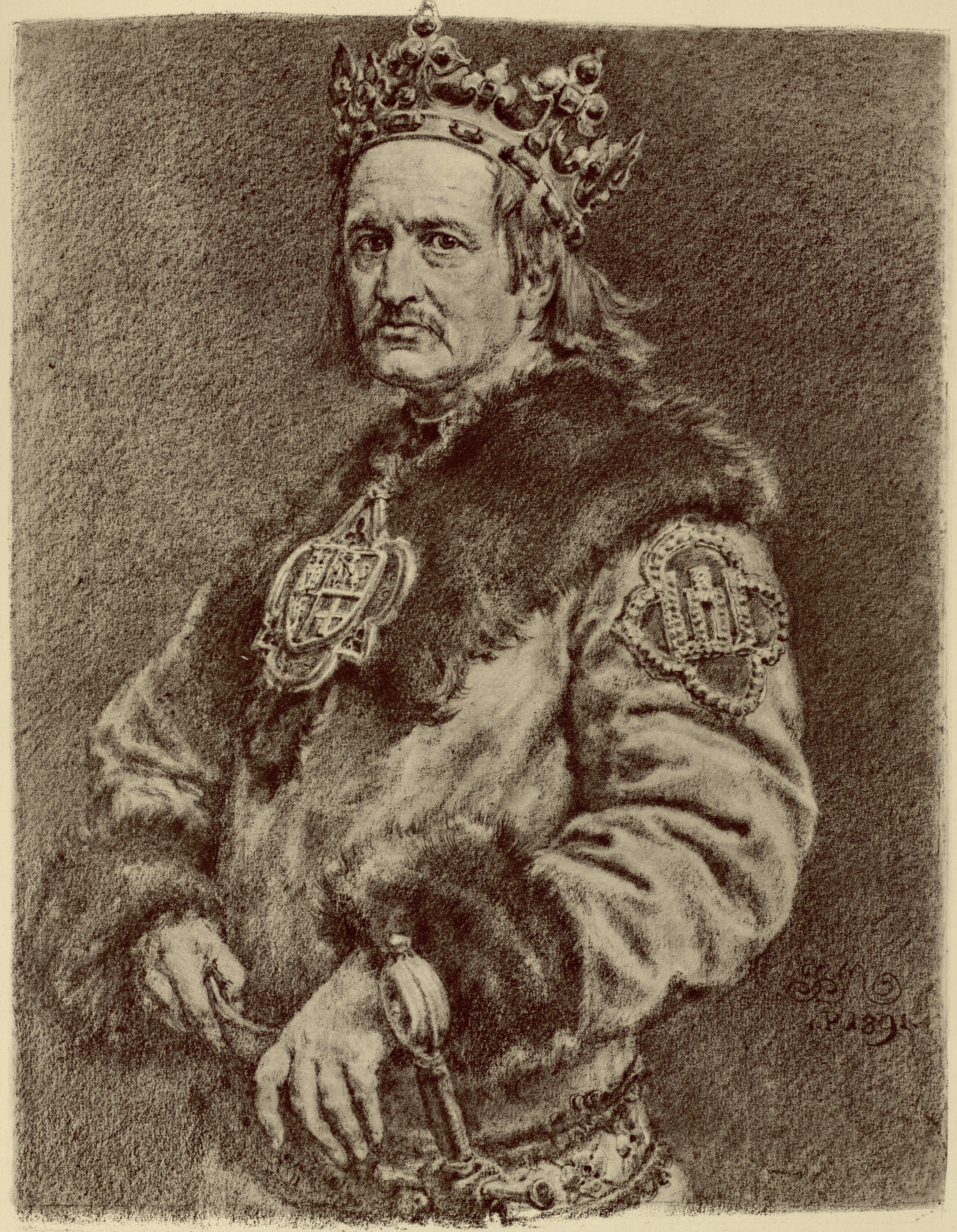
Król Władysław Jagiełło, dawca praw miejskich Łodzi

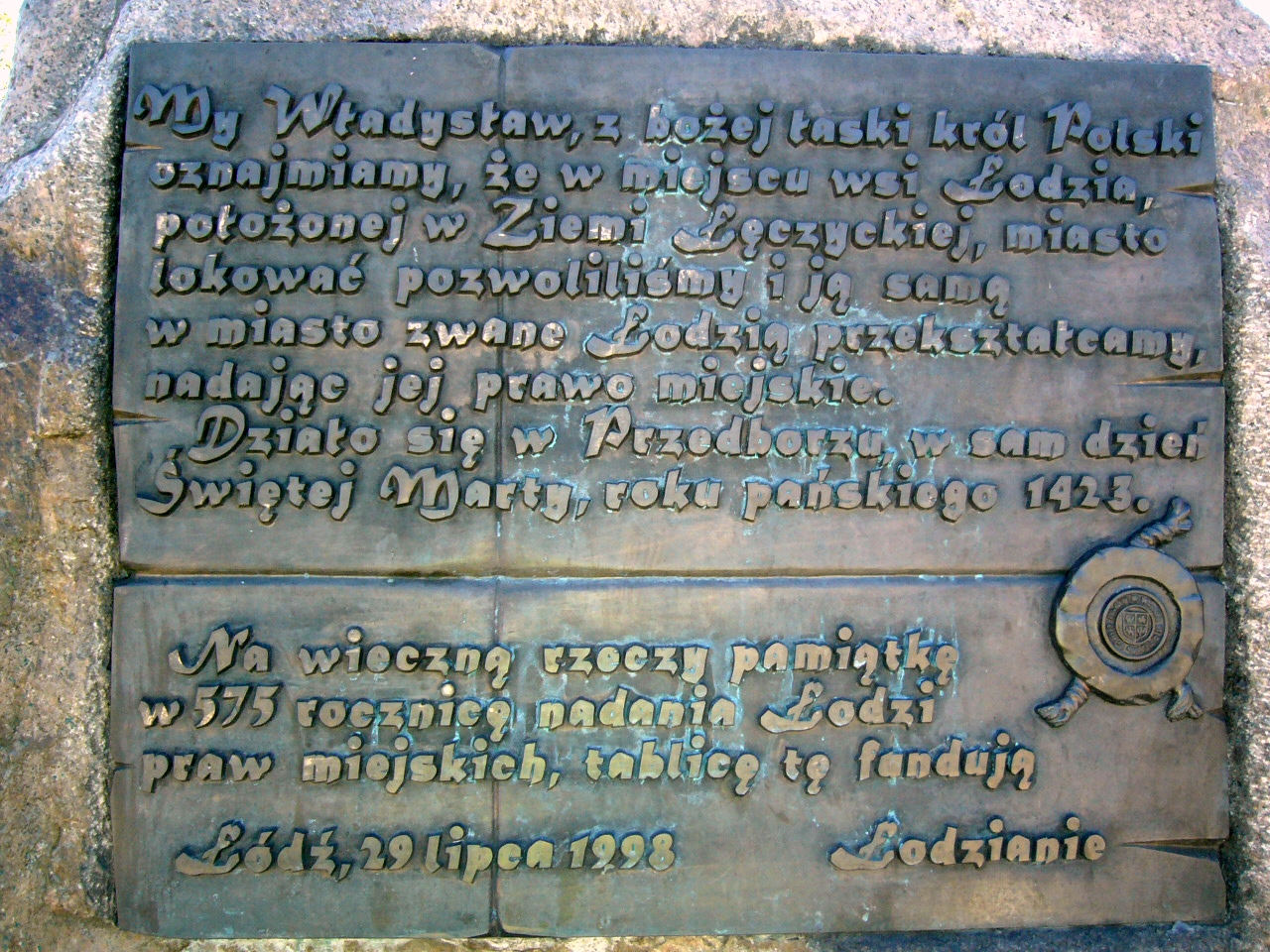
Tablica upamiętniająca
575. rocznicę nadania Łodzi praw miejskich

- (A)  zwrócenie się przez biskupa włocławskiego Jana Pellę do króla z prośbą o przywilej monarszy i uznanie osady Ostroga/Łodzia za miasto pod względem prawno-ustrojowym[26];
- (A)   (H)  nadanie Łodzi (29 lipca) praw miejskich przez króla Władysława Jagiełłę[h] w Przedborzu nad Pilicą; przywilej lokacyjny zawierał postanowienia dotyczące przekształcenia Łodzi w miasto, spraw ustrojowo-sądowych oraz uprawnień targowych (pozwolenie na organizację targów we środy i dwóch jarmarków rocznie[i]). Miasto pod względem prawnym miało wzorować się na stolicy województwa – Łęczycy, więc zostało przeniesione z prawa polskiego na niemieckie (magdeburskie)[24];

### 1424
- (A)  wydanie przez biskupa włocławskiego Jana Pellę nowego dokumentu – nawiązującego do ustaleń z 1414 r. – regulującego obowiązki, uprawnienia i uposażenie mieszkańców Łodzi[26];

### 1428
- (G)  najwcześniejsza wzmianka o młynie plebańskim postawionym na rzece Jasień, zwanym później Księżym Młynem[27]; wodę na potrzeby młyna zatrzymano groblą i spiętrzono tworząc staw młyński; po grobli biegła droga, która czterysta lat później stała się ulicą Przędzalnianą[28];

### 1430
- pierwsza wzmianka źródłowa o wsi Bałuty[d][14];

### 1433
- (A)  wydanie dla miasta Łodzi przez króla Władysława Jagiełłę tzw. przywileju renowacyjnego (odnowienie praw miejskich); król przeniósł powtórnie Łódź, wraz z wsiami należącymi do niej, z prawa polskiego na niemieckie zwane magdeburskim, a wójta, mieszczan i chłopów tam zamieszkujących uwolnił od jurysdykcji urzędników ziemskich (odtąd we wszystkich sprawach sądowych mieszczanie mieli odpowiadać przed swoim wójtem, chłopi przed sołtysami, a wójt i sołtysi przed biskupem i jego urzędnikami, albo przed królem); końcowe postanowienia dotyczyły uprawnień targowych (zmiana dnia targowego ze środy na sobotę)[29];

### 1459
- (D)  wyekwipowanie i wysłanie jednego zbrojnego na wyprawę przeciwko Krzyżakom, organizowaną w ramach wojny między zakonem niemieckim a Koroną Królestwa Polskiego[30];

### 1470
- (A)  objęcie urzędu burmistrza Łodzi przez Jana Dąbrowskiego; był on pierwszym znanym z imienia i nazwiska burmistrzem Łodzi; funkcję pełnił do 1480 r. i ponownie w latach 1489–1503[31];

### 1471
- (A)  rozpoczęcie prowadzenia pierwszej księgi miejskiej; wciągnięto do niej także parę zapisek z lat wcześniejszych (najstarsza z nich pochodzi z 1440 r.)[32];

### 1484
- pierwsza wzmianka źródłowa o wsi Wola Mieczkowa, którą pod koniec XVIII w. zaczęto nazywać Sikawą[d][33];

### 1486
- (E)  wstąpienie pierwszego łodzianina – Bartłomieja, syna Jana – na Akademię Krakowską; z lat 1486–1564 znane są nazwiska pięciu łodzian studiujących w Krakowie, a z całego XVI w. łącznie szesnastu łodzian (trzech spośród nich zostało profesorami, a dwóch – Paweł i Piotr Rożkowicze – objęło wysokie stanowiska)[34][35];

### 1487
- (V)  wizyta w Łodzi (5 kwietnia) króla Kazimierza Jagiellończyka w drodze powrotnej ze zjazdu szlachty w Kłodawie[35];

### 1491
- (R)  budowa (w 1491 lub 1492 r.) – we wsi Chojny Duże[d] – drewnianego rzymskokatolickiego kościoła pw. św. Wojciecha, na prawach kościoła filialnego pod zwierzchnictwem parafii św. Doroty w Mileszkach; kościół ufundował Stanisław Chojeński herbu Jastrzębiec; w XVII w. przebudowany (lub rozebrany i zbudowany od nowa) dzięki hojności obywatela krakowskiego Jana Mulinowicza; w 1927 r. – po wybudowaniu nowej murowanej świątyni – przeniesiony na ul. Pomorską (rozebrany w 1961 r.)[36][37];

### 1496
- (A)   (H)  potwierdzenie przez króla Jana Olbrachta przywilejów królewskich dla Łodzi na odbywanie w roku dwóch jarmarków i co tydzień targów[38]; zmiana dnia targowego z soboty na wtorek[30];
- pierwsza wzmianka źródłowa o wsi Złotno[d][33];

### 1534
- (L)  pierwszy spis ludności wykazał 71 domów, 6 placów lub domów opustoszałych i 3 karczmy; spośród mieszkańców co najmniej 6 było rzemieślnikami[39];

### 1535

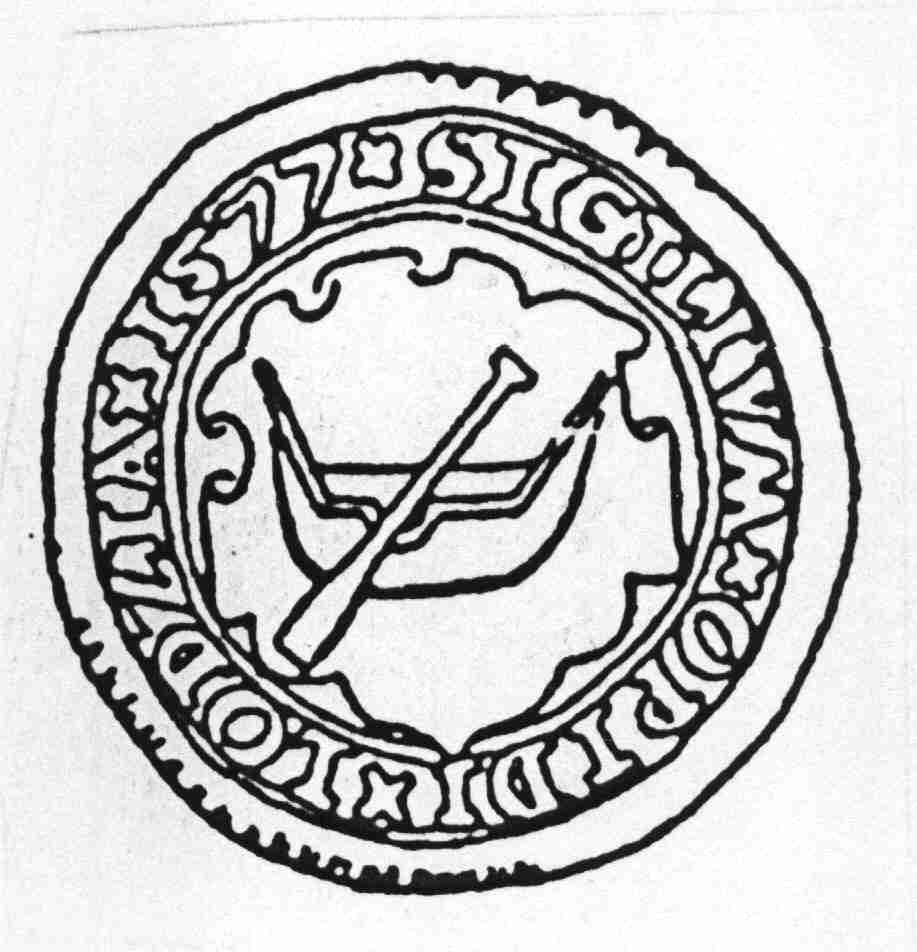
Herb Łodzi na pieczęci miejskiej z 1577 r.
(Sigillum opidi Lodzia 1577)

- (A)  najstarsza znana pieczęć miejska na dokumencie (najprawdopodobniej używana od połowy XV w.); w 1577 r. zaczęto posługiwać się nowym tłokiem (na ilustracji), który służył do początku XIX w.[40];

### 1550–1650
- (G)   (L)  szczytowy okres rozwoju ludnościowego, gospodarczego i terytorialnego Łodzi rolniczej. Miasteczko, zamieszkałe wówczas przez 650–800 osób, stało się dość popularnym ośrodkiem lokalnym, zaspokajającym niewielkie potrzeby okolicznych śródleśnych wsi w zakresie wyrobów rzemieślniczych. Wyrazem pewnego wzrostu gospodarczego znaczenia Łodzi i otaczających ją biskupich wsi na początku XVII w. było wyodrębnienie tych terenów w oddzielny klucz łódzki[j] (do tego czasu wchodziły one w skład klucza wolborskiego lub niesułkowskiego)[41];

### 1561
- (A)  wydanie (12 października) nowego przywileju przez biskupa włocławskiego Jakuba Uchańskiego – nawiązującego do postanowień z 1414 r. – regulującego daniny, świadczenia, uprawnienia i uposażenie mieszkańców Łodzi; akt ten okazał się jeszcze trwalszy od poprzedniego i był odnawiany przez siedmiu biskupów w latach 1643–1751, zapewniając w niektórych dziedzinach życia prawno-ustrojowego miasta ciągłość od początku XV do połowy XVIII w.[42][43];
- (A)  nadanie miastu ziemi (przez biskupa Jakuba Uchańskiego) – pola Wżdżarowego, zwanego też Piaszczystym – położonego na południe od Łodzi, w kierunku Rokicia; było to ostatnie przed uprzemysłowieniem nadanie ziemi na rzecz miasta[43][44];
- (H)   (U)  zezwolenie (wydane przez biskupa Jakuba Uchańskiego) na wybudowanie w Łodzi nowego ratusza, jatek i sklepów[43];

### 1572
- (D)  jeden lub dwa wielkie pożary strawiły 41 domów, co stanowiło wówczas połowę zabudowy miasta[45][46];

### 1578
- (E)  łodzianin Piotr Rożkowic objął katedrę na wydziale artium Akademii Krakowskiej (w 1585 r. został dziekanem tego wydziału)[34];

### 1585
- (U)  zawarcie przez władze miejskie umowy z prywatnym przedsiębiorcą Maciejem Doczekałowiczem (nazywanym później Ratusznym) w sprawie budowy drewnianego ratusza; w budynku postawionym na placu miejskim przy rynku znalazła się karczma, a tylko pewną jego część przeznaczono na siedzibę władz miejskich; najprawdopodobniej dotrwał do połowy XVIII w. (ostatnia wzmianka w 1727 r.)[47][48];

### 1586
- (E)  Paweł Rożkowic, profesor Akademii Krakowskiej (brat Piotra Rożkowica), zapisał swój bogaty księgozbiór uczelni, a rodzinnemu miastu Łódź 200 bitych florenów (odsetki od tej kwoty miały posłużyć na stypendia dla łodzian kształcących się w Akademii oraz na posag dla ubogich dziewcząt przy zamążpójściu)[34][35];

### 1596
- (A)  zapis w księgach archiwum kapitularnego, regulujący granice Łodzi pomiędzy biskupem kujawskim a krakowską kapitułą katedralną (do której należała południowa część obecnej Łodzi[48])[49];

### 1652
- (D)  proces Zofii Strasibótki (Strasibotki vel Zośki Straszybotki) oskarżonej o czary (8 czerwca); dla osądzenia jej czynów sprowadzono „ekspertów” z pobliskiego Rzgowa, wyrok jednak nie zapadł, ponieważ oskarżona zmarła w czasie śledztwa na skutek zadanych jej tortur[k] [46][50][51];

### 1661
- (D)  epidemia cholery, w wyniku której zmarło kilkudziesięciu mieszkańców miasta (wśród nich rajcowie Koszek i Waśka); w 1665 r. w następstwie zakażenia i choroby zmarł także burmistrz miasta Jan Markowicz[52];

### 1676
- (R)  powstanie – na wzgórzu zwanym Wyglądnicą w Łagiewnikach – drewnianej kapliczki pw. św. Antoniego, ufundowanej przez właściciela dóbr łagiewnickich – Samuela Żeleskiego (w 1682 r. przeniesiona na tzw. Pustelnię w Lesie Łagiewnickim); kapliczka to najstarszy zachowany budynek na terenie dzisiejszej Łodzi[53];

### 1680
- (R)  ogłoszenie (22 lipca) Łagiewnik miejscem cudownym (na mocy dekretu Kongregacji Rzymskiej), a franciszkanów za ich pierwszych posiadaczy i prawnych opiekunów tego miejsca; w 1681 r. w Warszawie został wystawiony przez nuncjusza papieskiego – Opicjusza Palaviciniego – akt prawny ogłaszający Łagiewniki sanktuarium (z tego roku pochodzi też wydany przez niego akt erekcyjny kościoła i klasztoru)[53][54];

### 1726

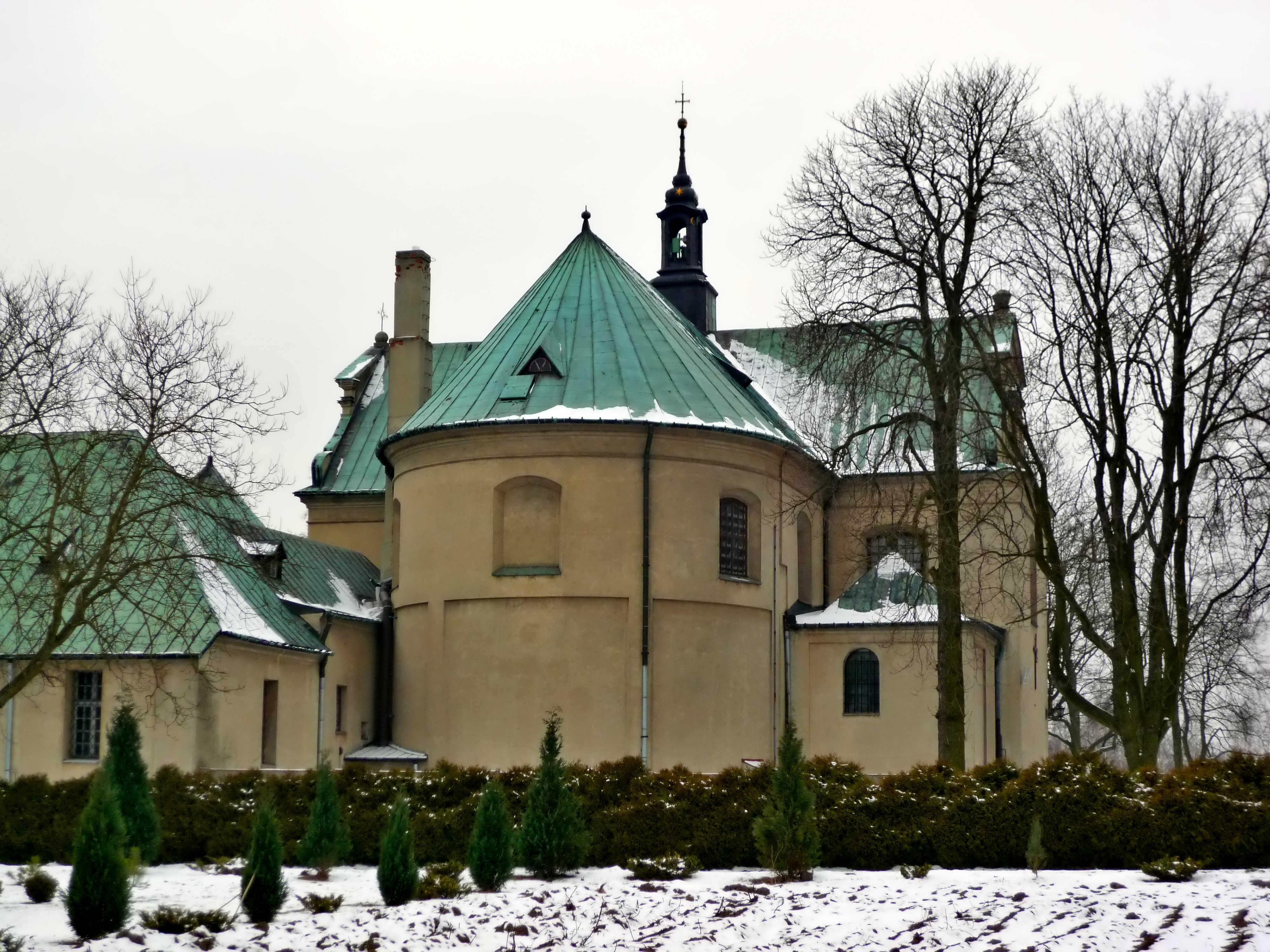
Kościół św. Antoniego
(marzec 2011)

- (R)  konsekracja (16 maja) barokowego rzymskokatolickiego (franciszkańskiego) kościoła parafialnego pw. św. Antoniego Padewskiego, wybudowanego w latach 1701–23 w Łagiewnikach[d]; konsekracji dokonał arcybiskup gnieźnieński, prymas Teodor Potocki, któremu na pamiątkę wydarzenia na pilastrze południowego transeptu wystawiono portret z okolicznościowym napisem; zabytkowy kościół to najstarszy murowany budynek na terenie dzisiejszej Łodzi[53][55];

### 1769

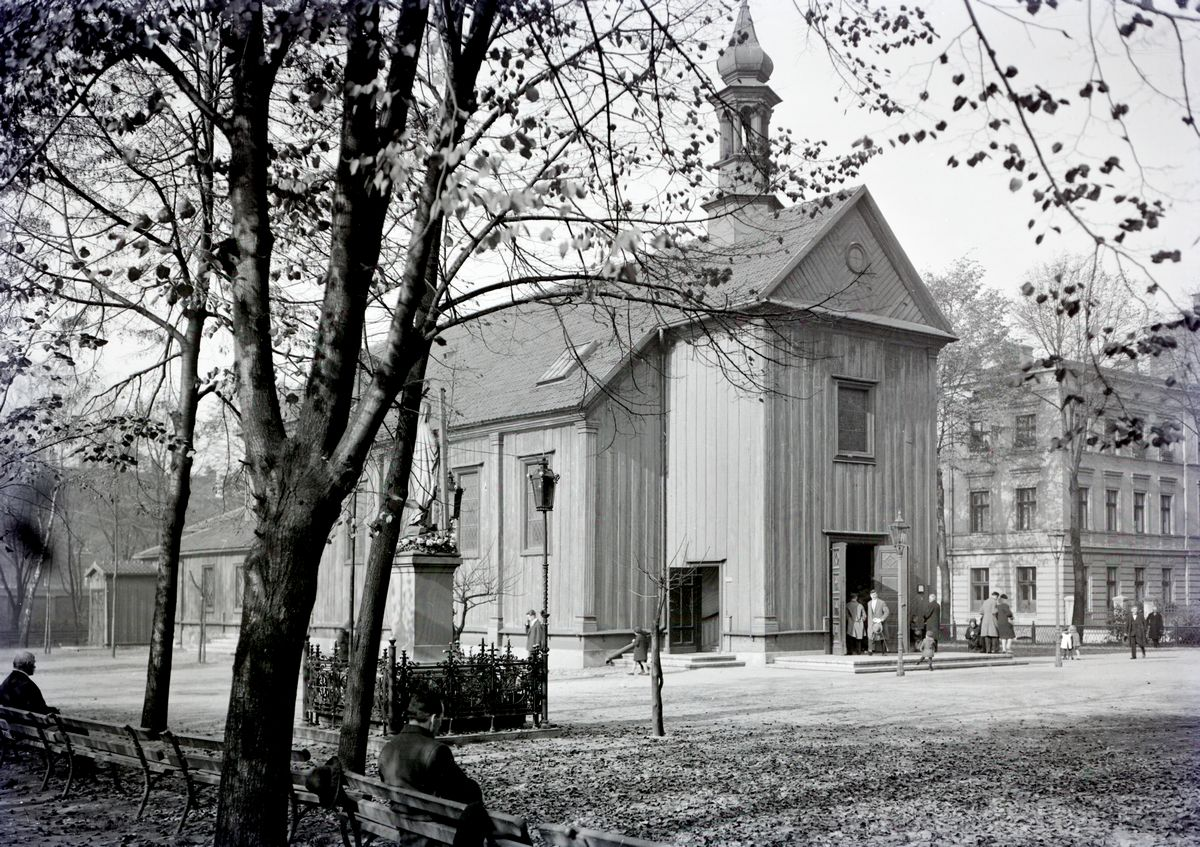
Kościół św. Józefa
(fot. Włodzimierz Pfeiffer, 1930)

- (R)  otwarcie – na Górkach Plebańskich (ob. plac Kościelny) – drewnianego rzymskokatolickiego kościoła parafialnego pw. Wniebowzięcia Najświętszej Maryi Panny, wzniesionego w latach 1765–68 (w miejscu istniejącego wcześniej, od ok. 1370 r., także drewnianego kościółka[f]) z fundacji biskupa Antoniego Ostrowskiego (przeniesiony w maju 1888 na plac pocmentarny przy ul. Ogrodowej – istniejący do dziś pw. św. Józefa)[56][57];

### 1777
- (L)  w mieście znajdowało się 66 domów: 21 wokół placu targowego, 29 przy biegnącej w kierunku zachodnim ul. Drewnowskiej, 8 przy ul. Podrzecznej i 8 przy ul. Nadstawnej (zwanej również Starowiejską, obecnie ul. Wolborska), co dawało wówczas ok. 320–400 mieszkańców; w okresie przedrozbiorowym Łódź należała do grupy najmniejszych miast w kraju (Warszawa w tym czasie miała ok. 100 tys. mieszkańców)[58];

### 1792
- (A)  wydanie (28 kwietnia) nowego przywileju przez biskupa włocławskiego Józefa Rybińskiego w celu skonsolidowania wszystkich danin i ciężarów, ponoszonych przez mieszczan na rzecz biskupów kujawskich; był to ostatni akt prawny Łodzi feudalnej[59];

### 1793

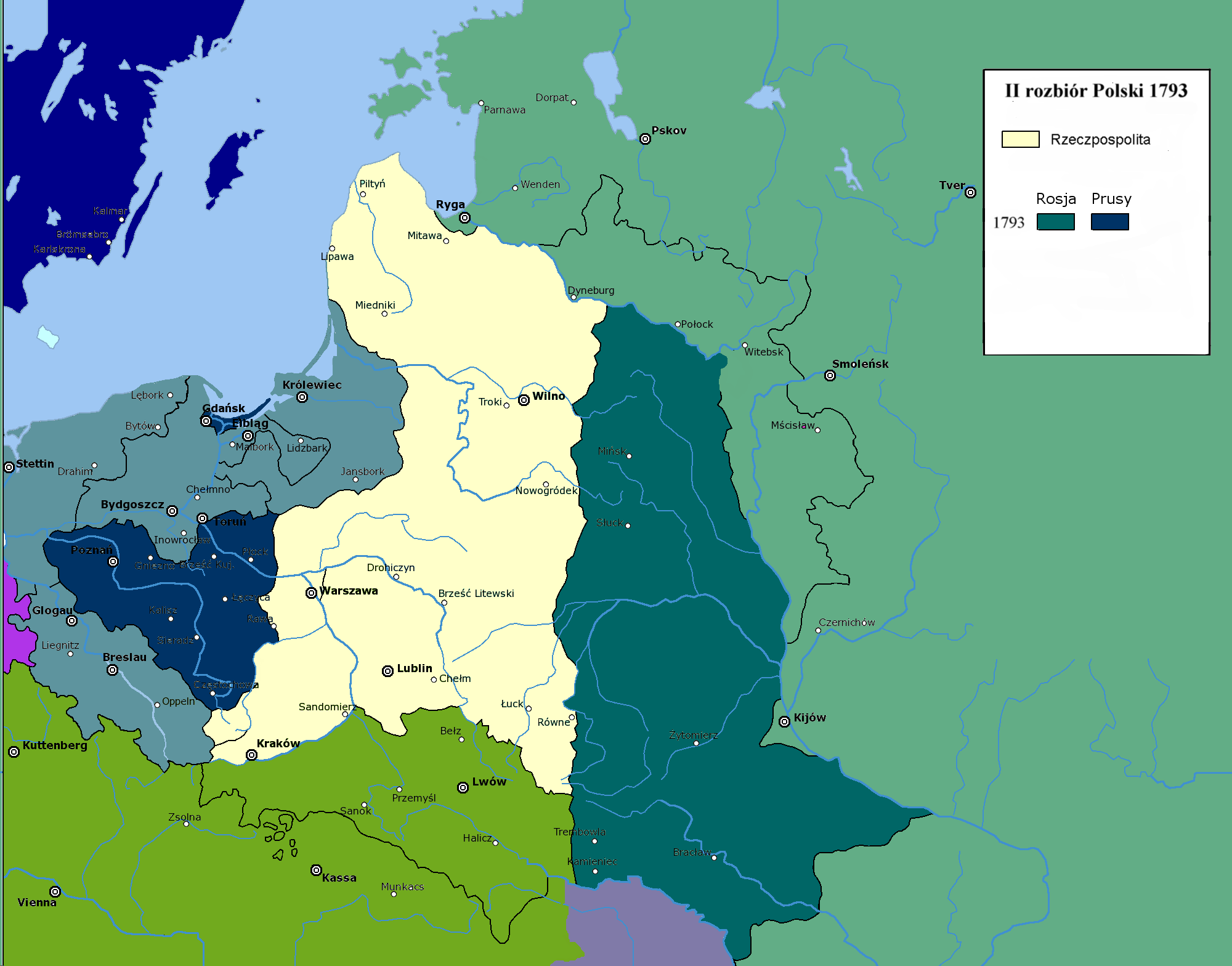
II rozbiór Polski w 1793 r.

- (A)  przyłączenie (25 września) Łodzi do Prus w wyniku drugiego rozbioru Polski.

Królestwo Prus zajęło cały obszar województw łęczyckiego i sieradzkiego, zarówno więc sama Łódź, jak i wszystkie wsie leżące w jej okolicy znalazły się pod obcym panowaniem;
- (L)  spis ludności wykazał 191 mieszkańców i 44 domy[1] (prawdopodobnie były to wielkości nieco zaniżone i w rzeczywistości całe miasteczko – wraz z terenami plebańskimi i dworskimi – miało w tym czasie ok. 250 mieszkańców[61]);

### 1793–1807
- (G)   (L)  Okres rządów pruskich zapisał się w dziejach okolic Łodzi wzmożeniem osadnictwa tzw. olęderskiego, w którym najważniejszą rolę odgrywał element niemiecki i polski. Kolonizacja (prowadzona zarówno przez władze pruskie, jak i część szlachty) przywróciła do życia szereg wyludnionych osad (m.in. Bałuty i Radogoszcz), doprowadziła też do powstania nowych (m.in. Nowosolna, Antoniew, Augustów i Olechów). Zakładano także osady przemysłowe, zajmujące się głównie produkcją wyrobów szklanych, co przyczyniło się do pewnego ożywienia gospodarczego (bardziej odczuwalnego we wsiach podłódzkich niż w samej Łodzi). Działalność licznych hut szkła zgromadziła spore jak na owe czasy skupiska robotnicze, a łatwość znalezienia wolnych rąk do pracy mogła skłonić przybywających tu w kolejnych latach przemysłowców do zakładania pierwszych fabryk tekstylnych[1][62];

### 1794
- (A)  działania władz pruskich zmierzające w kierunku odebrania Łodzi praw miejskich i przekształcenia jej ponownie w wieś (motywowane rolniczym charakterem miasteczka i brakiem perspektyw na jego poważniejsze zaktywizowanie gospodarcze); ostatecznie projekt nie został zrealizowany, a przysłana z Berlina administracja zwróciła uwagę na znaczne możliwości gospodarcze tego terenu[1][63];

### 1796
- (A)  prawie cały obszar współczesnej Łodzi znalazł się w nowo utworzonym pow. zgierskim, który należał do departamentu warszawskiego, jedynie jej południowe i południowo-zachodnie peryferie weszły w skład pow. szadkowskiego departamentu kaliskiego; podział ten nie uległ zmianie w czasach Księstwa Warszawskiego (dopiero po utworzeniu Królestwa Polskiego przemianowano departamenty na województwa, a powiatom pozostawiono funkcje w zakresie sądownictwa i samorządu terytorialnego ziemiaństwa)[63];

### 1798
- (A)  sekularyzacja dóbr biskupstwa włocławskiego przez władze pruskie, a tym samym przejęcie majętności kościelnych (w tym Łodzi) przez państwo; fakt ten miał bardzo duże znaczenie dla Łodzi, administracja rządowa bowiem – początkowo pruska, następnie zaś polska – o wiele bardziej dbała o losy miasteczka niż niedołężna administracja biskupia[1][63];

### 1806
- (R)  utworzenie łódzkiej gminy żydowskiej[64]; wcześniej łódzcy Żydzi należeli do gminy lutomierskiej; wystarczyło niewiele ponad sto lat, by z 98 osób w 1809 r. (19% ludności Łodzi) społeczność łódzkich Żydów urosła do 110 000 w 1914 r.[65] i do ok. 230 000 w 1939 r. (ok. 34% ogółu mieszkańców)[66];

### 1807

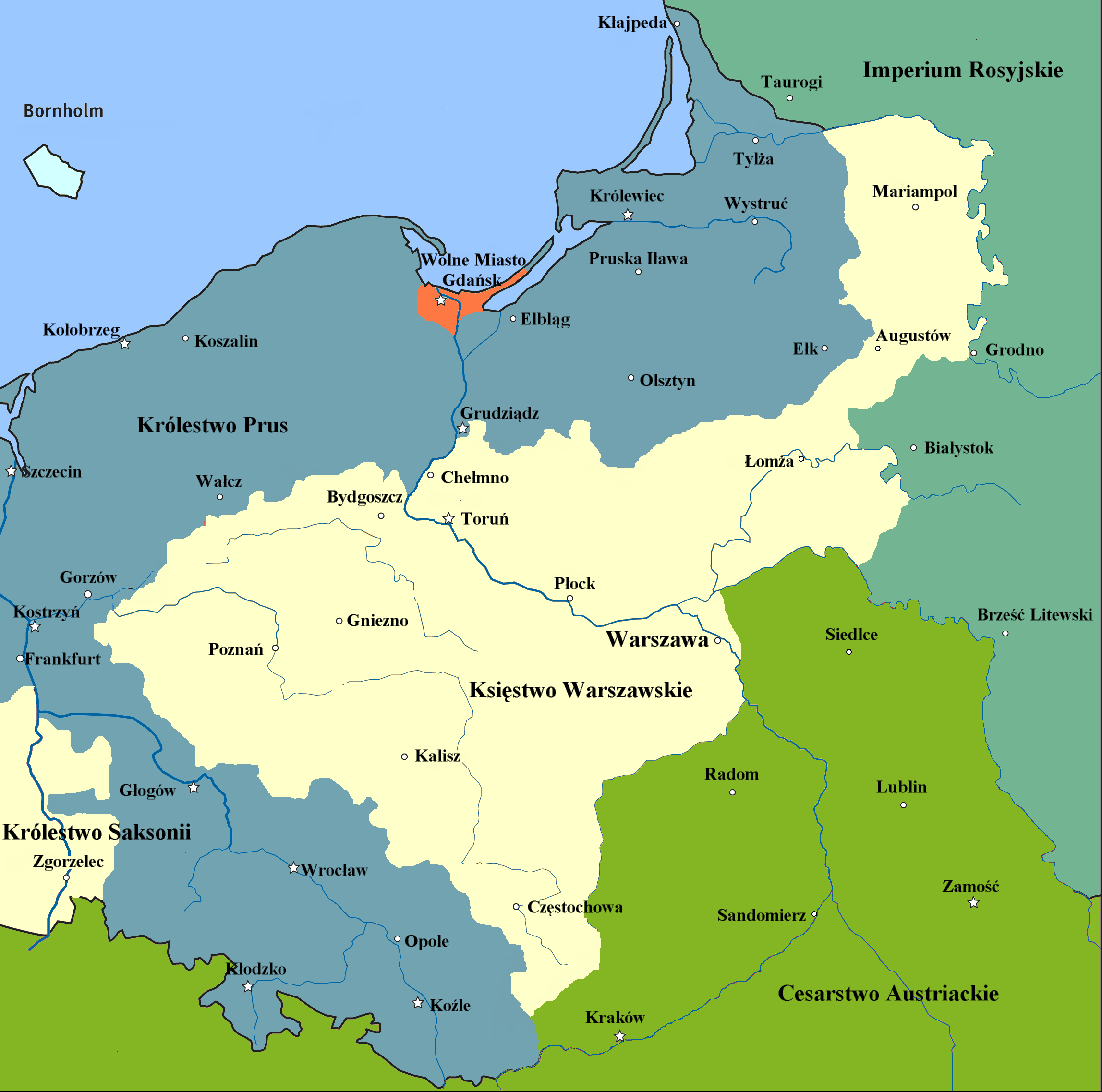
Księstwo Warszawskie
w latach 1807–1809

- (A)  przyłączenie Łodzi do Księstwa Warszawskiego utworzonego z ziem drugiego, trzeciego i części pierwszego zaboru pruskiego;

### 1808
- (E)  otwarcie (w październiku) na Starym Mieście pierwszej rządowej szkoły elementarnej[67] (drugą założono w 1829 w osadzie fabrycznej Łódka[68]);

### 1809
- (R)  budowa przy ówczesnej ul. Dworskiej (ob. ul. Wolborska 8) pierwszej synagogi w Łodzi; granicząca z rynkiem drewniana bożnica została wybudowana przez Mojżesza Fajtłowicza i Pinkusa Zajdlera na placu nabytym od Józefa Auffschlaga; w 1861 r. zamknięta[69][70];
- (A)  utworzenie oddziału Gwardii Narodowej w Łodzi, liczącego 36 mieszczan łódzkich (była to organizacja pomocnicza dla wojska, mająca za zadanie utrzymywanie porządku w mieście i jego okolicach w okresie wojny); w 1811 r. łódzką Gwardię powiększono do 53 osób, a po klęsce wojsk napoleońskich oddział rozpadł się[71];

### 1811

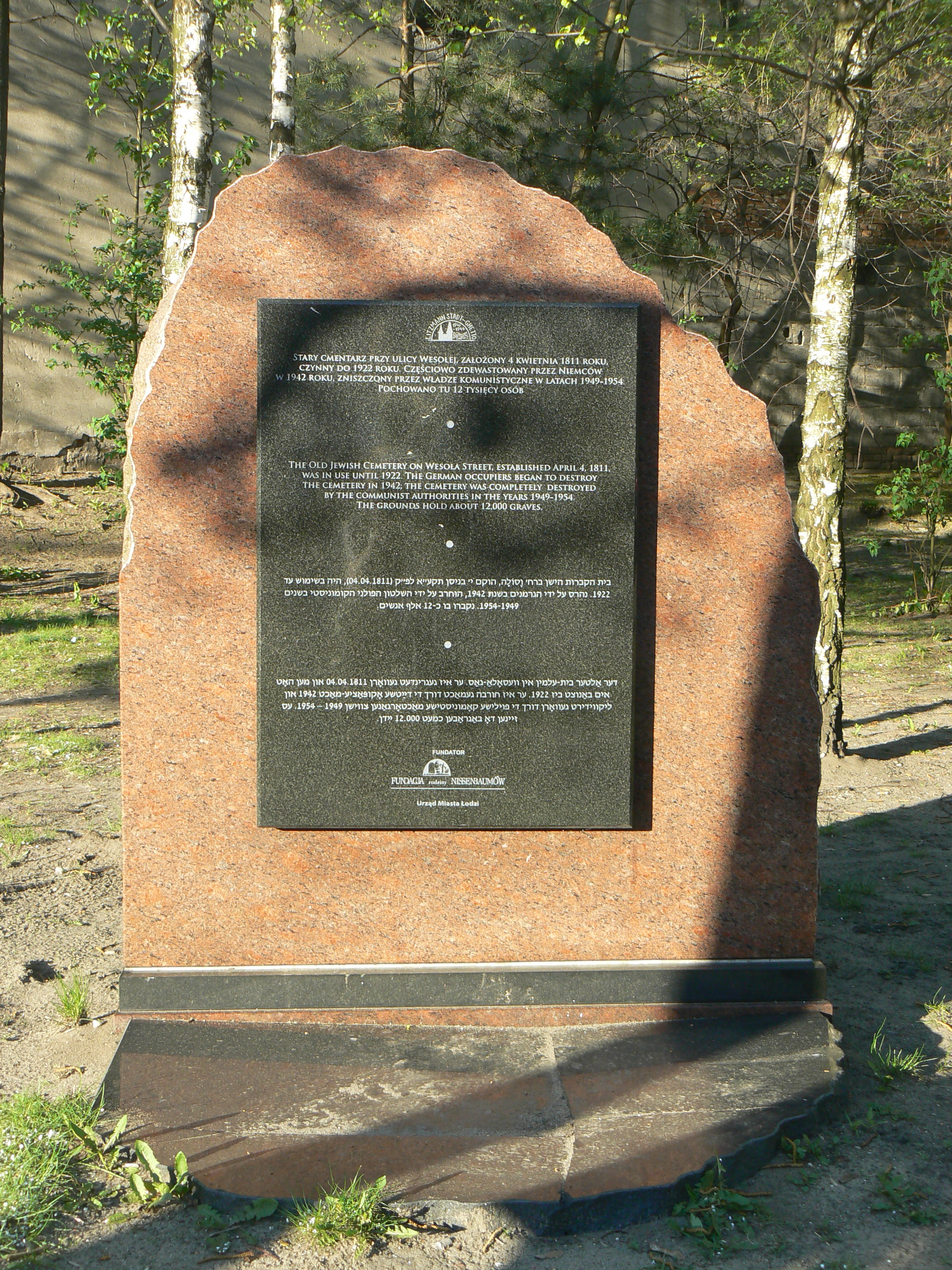
Tablica pamiątkowa w miejscu dawnego cmentarza żydowskiego przy ulicy Rybnej (kwiecień 2012)

- (Z)  założenie cmentarza żydowskiego na Bałutach przy ul. Wesołej (w kwadracie ob. ulic Zachodniej, Limanowskiego, Rybnej i Bazarowej, obecnie nieistniejąca); cmentarz zamknięto w 1892 r., wraz z otwarciem nowego kirkutu (zobacz »), grzebano jednak na nim w następnych latach tych, którzy wykupili wcześniej miejsca (ostatni pochówek miał miejsce prawdopodobnie w 1922 r.); w czasie II wojny światowej nekropolia została zdewastowana; ostatecznie zlikwidowana w latach 50. XX w. – w czasie budowy przedłużenia na północ ul. Zachodniej i nowych bloków mieszkalnych[72]; mimo zapewnień ówczesnych władz nie dokonano wtedy jednak ekshumacji ludzkich szczątków, stąd 6 września 2007 natrafiono na nie na głębokości około 1 m podczas budowy trasy Łódzkiego Tramwaju Regionalnego)[l][73][74]; w uzgodnieniu z łódzką Gminą Wyznaniową Żydowską przed położeniem torowiska około 140-metrowy fragment ul. Zachodniej został przykryty płytami stalowymi z wewnętrznym prześwitem o grubości 96 mm, w którym znajdują się pręty o średnicy 20 mm[74][75];

### 1815

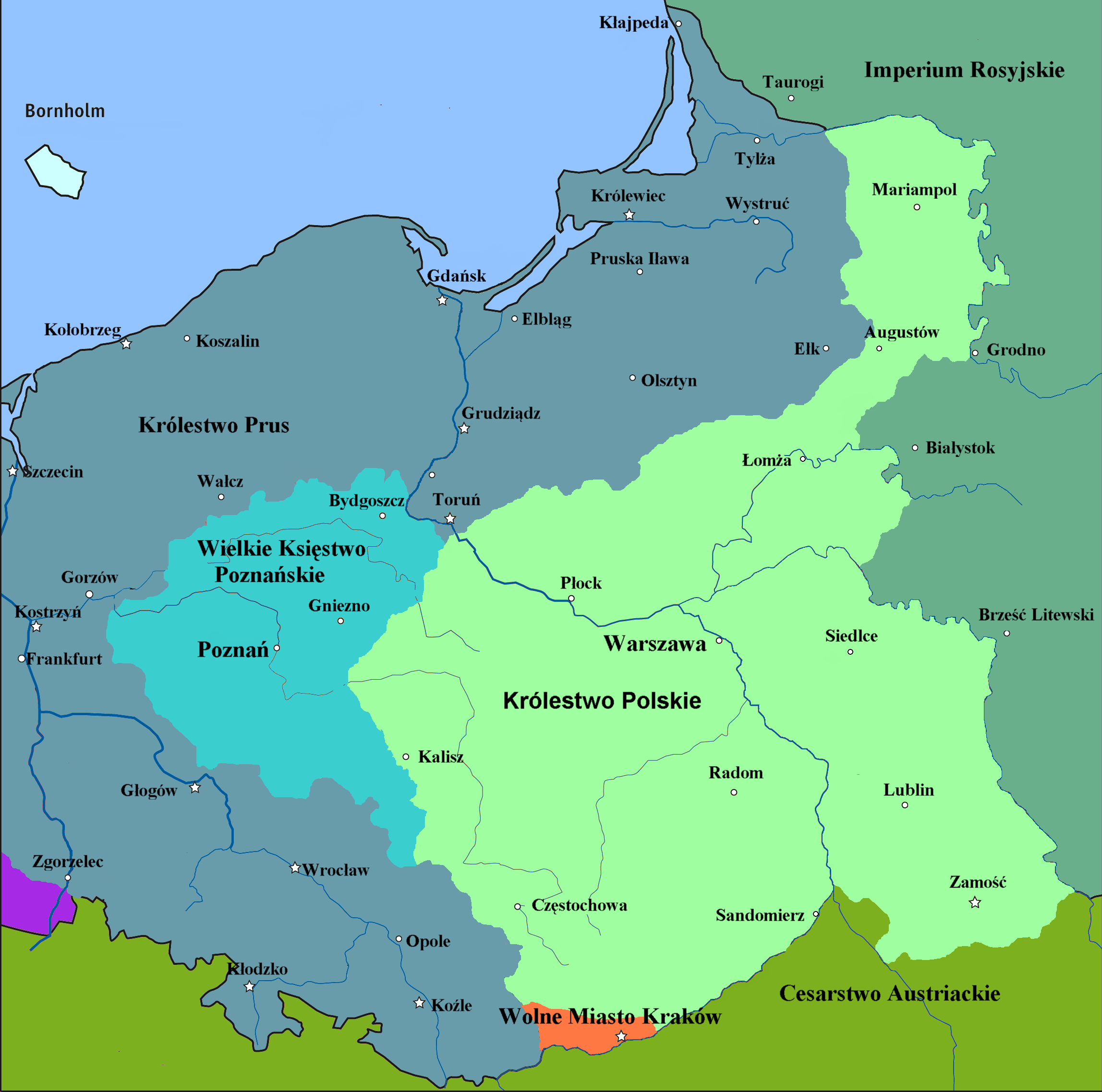
Ziemie polskie po kongresie wiedeńskim w 1815 r.

- (A)  przyłączenie Łodzi do Królestwa Kongresowego, połączonego unią personalną z Imperium Rosyjskim (od 1832 r. część składowa Imperium).

Decyzja kongresu wiedeńskiego o utworzeniu Królestwa Polskiego miała fundamentalne znaczenie dla rolniczego miasteczka, jakim była Łódź do początku XIX w., i spowodowała zasadnicze zmiany w jej w życiu gospodarczym; narastające możliwości eksportowe na obszary Cesarstwa Rosyjskiego (szczególnie po wprowadzeniu w 1821 r. ochronnefo cła w stosunku do wyrobów przemysłu pruskiego, a następnie po zawarciu unii celnej pomiędzy Królestwem Polskim a Rosją w 1822 r.), stwarzały dogodne warunki dla rozwoju przemysłu włókienniczego; istotna była także sytuacja w samym Królestwie, które utraciło spójność gospodarczą z częścią terenów przedrozbiorowych Rzeczypospolitej; centralne ziemie polskie, oddzielone od wielkopolskiego okręgu włókienniczego, przestały być w wystarczający sposób zaopatrywane w sukno i inne wyroby włókiennicze; w celu zaspokojenia rosnącego popytu konieczne było utworzenie nowych osad fabrycznych (w 1820 r. Łódź znalazła się na rządowej liście miast, w których takie osady miały powstać);

### 1817

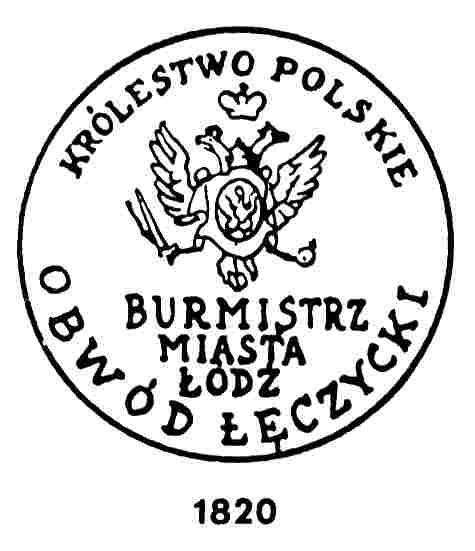
Pieczęć miasta z 1820 r.

- (A)  zabronienie umieszczania na pieczęciach herbu miasta, jego miejsce zajęło godło państwowe (dwugłowy orzeł rosyjski z tarczą na piersiach, na której znajdował się jednogłowy orzeł polski; w miarę postępu rusyfikacji zanikały stopniowo na pieczęciach elementy polskie)[40];

### 1819
- (Z)  założenie nowego cmentarza rzymskokatolickiego po południowej stronie rzeki Łódki, przy drodze do młyna Mania (ob. ul. Ogrodowa); w 1856 r. z powodu braku wolnych miejsc na pochówki cmentarz zamknięto; w 1888 r. przeniesiono w to miejsce drewniany kościół parafialny pw. Wniebowzięcia NMP (istniejący do dziś pw. św. Józefa)[77][78];

### 1820

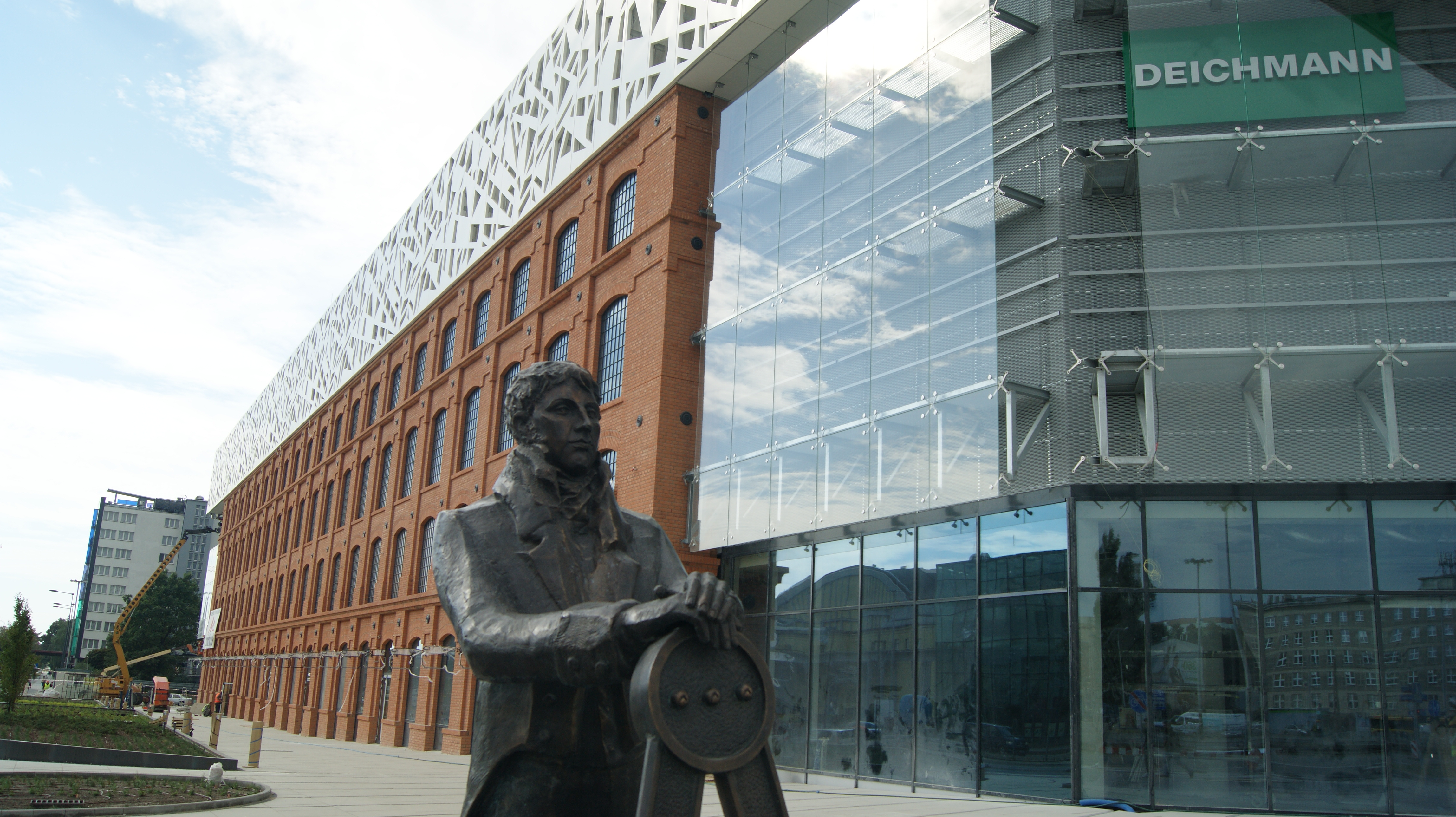
Pomnik Rajmunda Rembielińskiego w Łodzi (październik 2015)

- (A)  wizytacja w Łodzi (w lipcu) prezesa Komisji Województwa Mazowieckiego – Rajmunda Rembielińskiego, związana z planami przekształcenia Łodzi w ośrodek przemysłowy; w jej wyniku oraz na podstawie sporządzonego przez niego raportu, namiestnik Królestwa Polskiego wydał (we wrześniu) wiążące postanowienia[79];
- (A)  wstępne określenie (w lipcu) przez Rembielińskiego zasad regulujących obszar zabudowy Starego Miasta oraz przyszłego osiedla sukienniczego, wyznaczenie miejsca na Nowy Rynek (ob. Plac Wolności) oraz określenie przebiegu przyszłych ulic, w tym nowego traktu piotrkowskiego na terenie Nowego Miasta; trakt poprowadzono w ten sposób, by łączył w prostej linii dwa urządzenia inżynierskie na trasie dawnego, krętego gościńca piotrkowskiego: groblę i most na rzece Łódce oraz most na rzece Jasień – te dwa punkty wyznaczyły ciąg obecnej ulicy Piotrkowskiej[80];
- (A)  wydanie postanowienia (18 września) przez namiestnika Królestwa Polskiego – Józefa Zajączka, na mocy którego na terenie miast rządowych mogły powstawać osady sukiennicze (głównie w województwach mazowieckim i kaliskim); w województwie mazowieckim, obok Zgierza, Przedecza, Dąbia i Gostynina, na liście miast wytypowanych do budowy osad znalazła się także Łódź; dekret wydany przez władze – z inicjatywy Stanisława Staszica, reprezentującego rząd Królestwa Polskiego i Rajmunda Rembielińskiego, przedstawiciela władz województwa mazowieckiego – stworzył warunki rozwoju przemysłu włókienniczego w kraju[81][82];
- (L)  Łódź liczyła 767 mieszkańców[83];

>> Przejdź bezpośrednio do kolejnych wydarzeń >>

## Zmiany statusu Łodzi
| Okres         | Państwo | Państwo                       | Zwierzchność                  | Jednostka administracyjna                                                               | Status miasta               |
| ------------- | ------- | ----------------------------- | ----------------------------- | --------------------------------------------------------------------------------------- | --------------------------- |
| XIV w. – 1414 |         | Królestwo Polskie             | Królestwo Polskie             | województwo łęczyckie, kasztelania brzezińska województwo łęczyckie, powiat brzeziński1 | Wieś Łodzia                 |
| 1414–1423     |         | Królestwo Polskie             | Królestwo Polskie             | województwo łęczyckie, powiat brzeziński                                                | Wieś Łodzia/Miasto Ostroga2 |
| 1423–1569     |         | Królestwo Polskie             | Królestwo Polskie             | województwo łęczyckie, powiat brzeziński                                                | Miasto Łódź                 |
| 1569–1793     |         | Rzeczpospolita Obojga Narodów | Rzeczpospolita Obojga Narodów | województwo łęczyckie, powiat brzeziński                                                | Miasto Łódź                 |
| 1793–1795     |         | Królestwo Prus                | Królestwo Prus                | departament łęczycki/piotrkowski3, powiat zgierski                                      | Miasto Łódź                 |
| 1795–1807     |         | Królestwo Prus                | Królestwo Prus                | departament warszawski, powiat zgierski                                                 | Miasto Łódź                 |
| 1807–1815     |         | Księstwo Warszawskie          | I Cesarstwo Francuskie        | departament warszawski, powiat zgierski                                                 | Miasto Łódź                 |
| 1815–1816     |         | Królestwo Polskie             | Imperium Rosyjskie            | departament warszawski, powiat zgierski                                                 | Miasto Łódź                 |
| 1816–1837     |         | Królestwo Polskie             | Imperium Rosyjskie            | województwo mazowieckie, powiat zgierski                                                | Miasto Łódź                 |

| 1 Od 1352 roku księstwo łęczyckie stało się częścią Zjednoczonego Królestwa Polskiego jako województwo łęczyckie. Powiaty zostały wprowadzone w Polsce w II połowie XIV w.                         |
| 2 Prawa miejskie nadane w 1414 r. przez kapitułę włocławską, miały moc jedynie w zakresie spraw gospodarczych i prawno-społecznych, pod względem prawno-ustrojowym Łodzia/Ostroga była nadal wsią. |
| 3 25 maja 1793 r. departament łęczycki przemianowano na departament piotrkowski. |